# Podunajská nížina
Podunajská nížina je název slovenské části Malé dunajské kotliny, nacházející se mezi řekou Dunaj, pohořím Malé Karpaty a ostatními pohořími Západních Karpat. Je to extenzívní tektonická deprese s vrstvami z období čtvrtohor v nadmořské výšce 100–350 m. Je zde nejteplejší podnebí na Slovensku s průměrnou teplotou vzduchu v lednu −1 až −2 °C, v červenci 18 až 21 °C, roční průměr činí 9 až 11 °C.
Dělí se na dvě části:
- Podunajská pahorkatina na severu
- Podunajská rovina na jihu

Je to hlavně zemědělská oblast. Na periferii zasahuje do hlavního města Slovenska Bratislavy, administrativními centry jsou Trnava, Nitra, větší města jsou Topoľčany, Komárno, Levice, Nové Zámky, Dunajská Streda, Galanta, Hlohovec, Piešťany a Nové Mesto nad Váhom. Kromě Dunaje nížinou protéká i Malý Dunaj, Váh, Dudváh, Nitra, Hron, Ipeľ a jiné.